# 不適當的輸入驗證
不適當輸入驗證（Improper input validation）或未檢查使用者輸入（unchecked user input）是软件中可能會被利用的漏洞。此漏洞是指「程式沒有驗證（或是以不正確方式驗證）可能會影響程式資料流或是控制流的輸入。」
例子包括有：
- 缓冲区溢出：在缓冲区寫入超過缓冲区大小的資料，因此覆蓋到其他的記億體。
- 跨網站指令碼：在網頁中注入惡意的程式碼，其他人閱讀網站時會受到影響。
- 目录遍历：利用程式的缺陷，可以存取授權目錄以外的目錄。
- 空字元注入
- SQL注入：在輸入字串中架帶SQL指令，使程式執行這些SQL指令。
- 不受控格式化字串（英语：Uncontrolled format string）：利用printf中的格式化字串，讀取其他位置的資料。